# Etenol
Etenol (vinylalkohol, etylenalkohol) är den enklaste omättade, alkoholen. Ämnet har formeln C2H3OH.

## Egenskaper
Under normala förhållanden tautomeriseras till acetaldehyd varför termoplasten polyvinylalkohol (PVOH) inte kan tillverkas direkt av etenol. I stället tillverkas den vinylacetat som polymeriseras till polyvinylacetat (PVA). Esterbindningarna hydrolyseras sedan med vatten för att bilda polyvinylalkohol.

## Förekomst
Sommaren 2001 påvisades vinylalkohol i nebulosan Sagittarius B nära Vintergatans centrum.